# Rafał Urbacki
Rafał Urbacki (ur. 9 grudnia 1984 w Gliwicach, zm. 22 maja 2019) – polski reżyser teatralny, choreograf krytyczny, performer.
W wyniku choroby przez 11 lat poruszał się na wózku inwalidzkim, a następnie dzięki wypracowanej autorskiej metodzie ruchu. Przez lata cierpiał na miopatię.

## Życiorys
Urodził się na Górnym Śląsku, dzieciństwo spędził w Gliwicach. Studiował reżyserię dramatu w Państwowej Wyższej Szkole Teatralnej im. Ludwika Solskiego w Krakowie, wiedzę o teatrze na Uniwersytecie Jagiellońskim w Krakowie oraz kulturoznawstwo na Uniwersytecie Śląskim w Katowicach. Stypendysta m.in. Ministra Kultury i Dziedzictwa Narodowego (dwukrotnie), Art Stations Foundation Grażyny Kulczyk, Marszałka Województwa Śląskiego. Współpracował przez kilku lat z Akademią Muzyczną w Krakowie w roli wykładowcy oraz z Instytutem Kultury Polskiej Uniwersytetu Warszawskiego. Był zdeklarowanym gejem. Zmarł 22 maja 2019.

## Twórczość
Zadebiutował jako tancerz na wózku inwalidzkim w Integracyjnym Teatrze Tańca „Kierunek” w Bytomiu, tańcząc podczas Międzynarodowych Konferencji Tańca Współczesnego i Festiwalu Sztuki Tańca w Bytomiu: Gessel Mason (I Am, 2007 i Zazwyczaj, 2008), Victorii Fox (Human Shadows, 2008 i Traces of ourselves that we leave behind, 2009), Phila Williamsa (Unknown, 2009), Katarzyny Rybok (Ścieżki Zasilania, 2007) i duecie z Jakubem Lewandowskim (Resoraki, 2009). W swojej twórczości zainteresowany był tematyką postrzegania osób z alternatywną motoryką i sensoryką w kulturze, habitusem ruchowym osób nieheteronormatywnych oraz archeologią ciała robotniczego. Realizował projekty z rodowitymi mieszkańcami obszarów, na których podejmował współpracę na pograniczu choreografii i prac społecznych. Realizował kolejne moduły swojego projektu tożsamościowego, który był skupiony wokół tematów dotyczących stygmatyzacji, odmienności, wykluczenia oraz współtworzenia społeczności, strategii rozwoju postaw obywatelskich za pomocą sztuki performatywnej.
Jego pierwsze prace miały charakter biograficzny lecture-performance, które negocjowały miejsce artysty w schematycznej przestrzeni widza. Następne dzieła performera miały formę medialnych instalacji, poprzedzonych wielomiesięcznym procesem animacyjnym, zwiększonym o kwerendę związaną ze społecznością lokalną. Autor ponad czterdziestu przedsięwzięć tożsamościowych i partycypacyjnych. Choreograf i autor ruchu w ponad pięćdziesięciu produkcjach filmowych i spektaklach teatralnych m.in.:
- Symfonia Fabryki Ursus (Jaśmina Wójcik, Polski Instytut Sztuki Filmowej, Muzeum Sztuki Nowoczesnej, Wajda School, 2018)
- Zażynki (Katarzyna Kalwat, Teatr Polski, Poznań 2013)
- Królowa ciast (Katarzyna Kalwat, Teatr im. Jaracza, Olsztyn 2013)
- Dwunastu gniewnych ludzi (Radosław Rychcik, Teatr Nowy, Poznań 2012)
- Courtney Love (Monika Strzępka, Paweł Demirski, Teatr Polski, Wrocław 2012)
- Tęczowa Trybuna 2012 (Monika Strzępka, Paweł Demirski,Teatr Polski, Wrocław 2011)
- Położnice Szpitala Św. Zofii (Monika Strzępka, Paweł Demirski, Teatr Rozrywki, Chorzów 2011)
- W imię Jakuba S. (Monika Strzępka, Paweł Demirski, Teatr Dramatyczny m.st. Warszawy im. G. Holoubka, Teatr Łaźnia Nowa, Warszawa 2011)
- Erynie zostaną za drzwiami (Narodowy Stary Teatr im. Heleny Modrzejewskiej, Kraków 2016)
- Jaram się (Industriada/ Teatr Śląski, Huta Królewska 2016)
- Ten 21 roczek (Muzeum Śląskie/ Muzeum Powstań Śląskich, Katowice 2016)
- Bloki i familoki. Kabaret społeczny (Teatr Śląski, Katowice 2015)
- Kształt rzeczy. O węglu i porcelanie (Muzeum Śląskie, Katowice 2015)
- Nie z tej ziemi (Teatr Śląski / Industriada, Nikiszowiec 2015)
- Larmo w Bogucicach (Muzeum Śląskie, Katowice 2015)
- Western (z Robertem Talarczykiem, Teatr Śląski, Katowice 2015)
- Niech nigdy w tym dniu słońce nie świeci (Teatr Fredry, Gniezno 2014)
- Gatunki chronione (z Anu Czerwińskim, Bytomski Teatr Tańca i Ruchu ROZBARK, Bytom 2014)
- Serce robotnika napędza praca (Bytomski Teatr Tańca i Ruchu ROZBARK, Bytom 2014)
- Pod wielkim dachem nieba cz. 1 (IV Maat Festival, Lublin 2013)
- W Przechlapanem (Instytut Teatralny, Warszawa 2012)
- Stypa (Teatr Ósmego Dnia, Poznań 2012)
- Kto podskoczy jest pedałem, hej (z Łukaszem Laxym, Inicjatywa Pomada, Warszawa 2012)
- Pocztówka z Polski (z Łukaszem Augustowskim, 2012)
- Mt 9,7 [On wstał i poszedł do domu] (Stary Browar, Poznań 2010)
- Mover. Projekt społeczny (Śląski Teatr Tańca, Bytom 2010)
- Zrównywanie (z Karoliną Sokołowską, XIV Międzynarodowa Konferencja Tańca Współczesnego i Festiwal Sztuki Tanecznej, Bytom 2010)
- Urodziny (Scena Tańca Współczesnego, Kraków 2008)
- BezSen (Festiwal Tańcząca Wyspa Tolerancji, Kalisz 2007)

## Nagrody
- Konkurs OFF: PREMIERY / PREZENTACJE Fake (wspólnie z Witoldem Mrozkiem)